# Intel Atom
Intel Atom és el nom d'una gamma de microprocessadors x86 i x86-64 fabricats per Intel, anteriorment anomenats Silverthorne i Diamondville, usant tecnologia de 45 nm CMOS i pensat per ser equipat en ultra-mobile PC, netbook, smart phone i altres equips de baix consum.
Intel va anunciar el març de 2008 a Santa Clara, Califòrnia (EUA) la nova família de processadors de baix consum dissenyats específicament per equips mòbils per internet (els MID, netbook) i equips d'ordinador personal econòmics preparats per internet (els netops). Amb velocitats de fins a 1,8 GHz, el seu consum energètic és de 0,6 a 2,5 Watts, molt reduït si es compara amb la mitjana de 35 Watts dels Core 2 Duo. El disseny del xip ocupa menys de 25 mm2, el que el converteix en el processador més petit i de menor consum d'energia; fins a 11 nuclis ("dies") poden cabre en una extensió de la mida d'un centau de dòlar EUA.